# Hipoteza statystyczna
Hipoteza statystyczna – dowolne przypuszczenie dotyczące rozkładu populacji – postaci funkcyjnej lub wartości parametru rozkładu. Proces sprawdzenia prawdziwości tego przypuszczenia na podstawie wyników próby losowej to weryfikacja hipotez statystycznych.
Formułowanie hipotezy statystycznej rozpoczyna się zebraniem informacji na temat populacji i jej możliwego rozkładu. Dzięki temu możliwe jest zbudowanie zbioru hipotez dopuszczalnych Ω, czyli zbioru rozkładów, które mogą charakteryzować badaną populację. Hipoteza statystyczna to każdy podzbiór zbioru hipotez dopuszczalnych.

## Podział hipotez statystycznych
Hipotezy statystyczne można podzielić na:
- parametryczne – hipoteza dotyczy wartości parametru rozkładu
- nieparametryczne – hipoteza dotyczy postaci funkcyjnej rozkładu

Według innego kryterium podział przebiega następująco:
- proste – hipoteza jednoznacznie określa rozkład danej populacji, czyli odpowiadający jej podzbiór zbioru Ω zawiera jeden element (rozkład)
- złożone – hipoteza określa całą grupę rozkładów, zaś odpowiadający jej podzbiór zbioru Ω zawiera więcej niż jeden element
- alternatywna – przyjmujemy ją kiedy odrzucamy hipotezę zerową

## Przykłady
Wiemy, że wzrost człowieka jest zmienną losową ciągłą. Stwierdzenie wzrost badanej populacji jest określony rozkładem normalnym o parametrach m=1,75m i σ=0,1 jest hipotezą parametryczną, ponieważ określa wartość parametrów rozkładu oraz prostą, bo jednoznacznie definiuje rozkład. Stwierdzenie „wzrost badanej populacji jest określony rozkładem normalnym” jest hipotezą nieparametryczną – nie dotyczy wartości parametrów rozkładu i złożoną – określa więcej niż jeden możliwy rozkład.